# Koolbrandersstraat

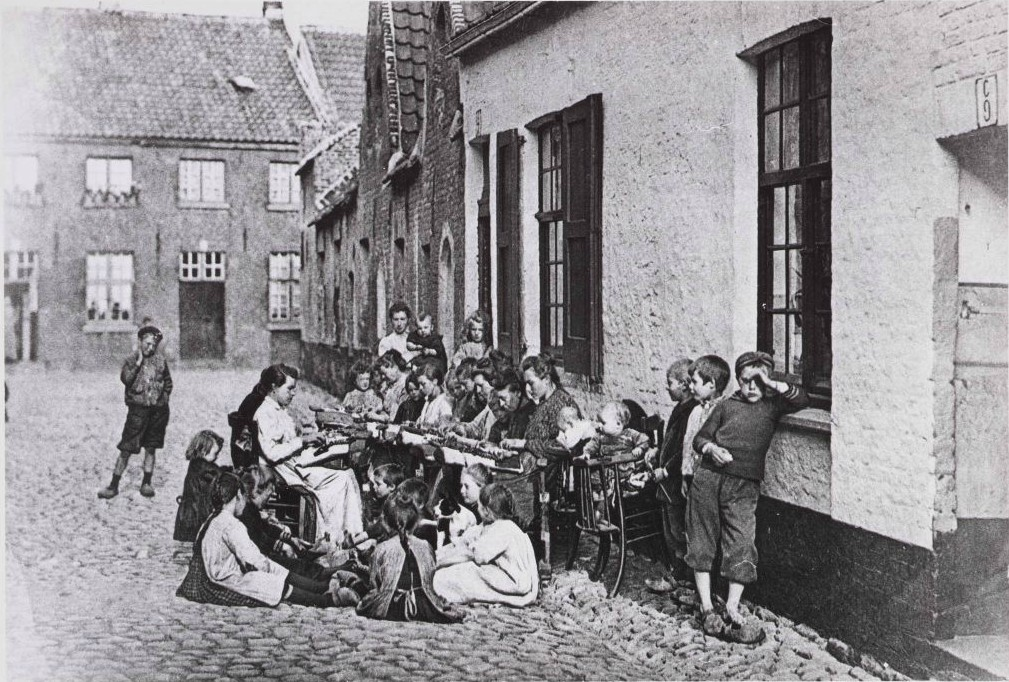
Kantklossters in de Koolbranderstraat op het einde van de 19e eeuw

De Koolbrandersstraat is een straat in Brugge.

## Beschrijving
Deze straat kwam voor op het stadsplan van Marcus Gerards in 1562. Hij tekende een smal verbindingsstraatje met tuinmuren van huizen aan de Oostmeers en Westmeers. Het maakte deel uit van het Onze-Lieve-Vrouwekwartier.
Het straatje heette oorspronkelijk de Spijkelboorstraat. In 1583: het Spijkelboorstraetkin nabij de Vulderstraete bij Sint-Salvatorskercke. In de bevolkingsboeken van de stad Brugge op het einde van de 18de eeuw werd het straatje vermeld als Spilleboortstraat.
Vanaf het begin van de 19de eeuw kwam de naam Koolbrandersstraat in gebruik. Het is waarschijnlijk dat dit te maken had met een koolbrander die houtskool maakte en in deze straat zijn handel dreef. In het Frans vertaalde men het gemakshalve als Rue des Charbonniers, wat ook kolenhandelaar kon betekenen.
De huizen nummers 1-5, zichtbaar op de foto met de kantwerksters, dateren van de 17e eeuw.
In 1881 werd een aantal huizen vervangen door het gebouw van de Mariacongregatie naar ontwerp van architect Karel Verschelde, met in de Koolbrandersstraat een neogotische woning voor een medepastoor van de parochie. In 1974 kwam de bibliotheek Lode Zielens, afdeling van de openbare stadsbibliotheek, in het congregatiegebouw terecht.
De Koolbrandersstraat loopt tussen de Oostmeers en de Westmeers.